# Sant'Agapito
Sant'Agapito est une commune italienne de la province d'Isernia, dans la région Molise.

## Administration
| Période                                  | Période | Identité | Étiquette | Qualité |
| ---------------------------------------- | ------- | -------- | --------- | ------- |
|                                          |         |          |           |         |
| Les données manquantes sont à compléter. |         |          |           |         |

### Communes limitrophes
Isernia, Longano, Macchia d'Isernia, Monteroduni

## Personnalité liée à la communauté
- Antonino Valletta (1938-2022), médecin et homme politique italien.